# قلعه وازیل
قلعه وازیل مربوط به دوره ساسانیان است و در شهرستان چرداول، روستای سفیدخانی علیا واقع شده و این اثر در تاریخ ۱۴ مرداد ۱۳۸۲ با شمارهٔ ثبت ۹۵۰۵ به‌عنوان یکی از آثار ملی ایران به ثبت رسیده‌است.